# ガブチコボ・ナジュマロシュ計画事件

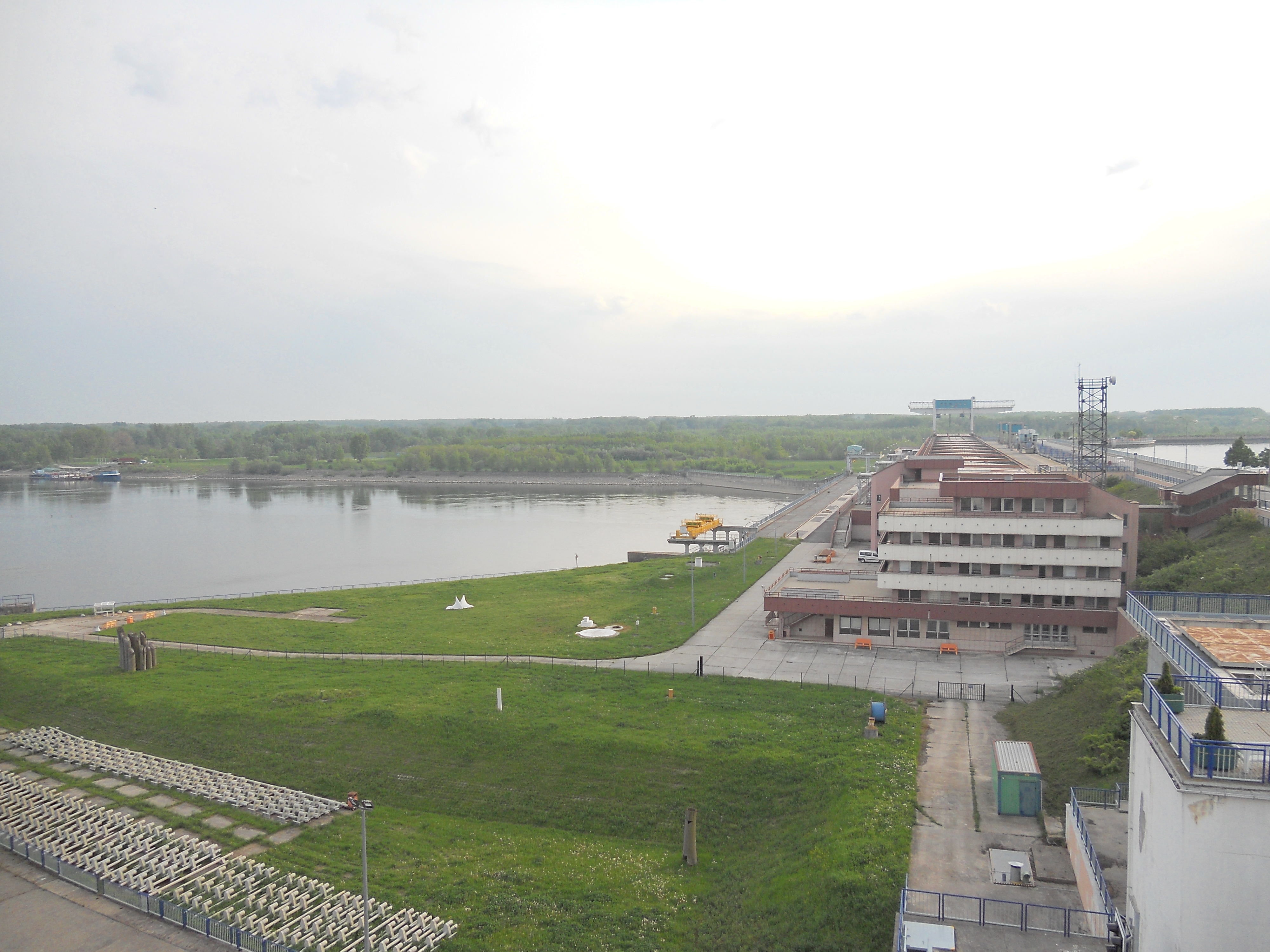
スロバキア領内に建設されたガブチコボダムと発電所。

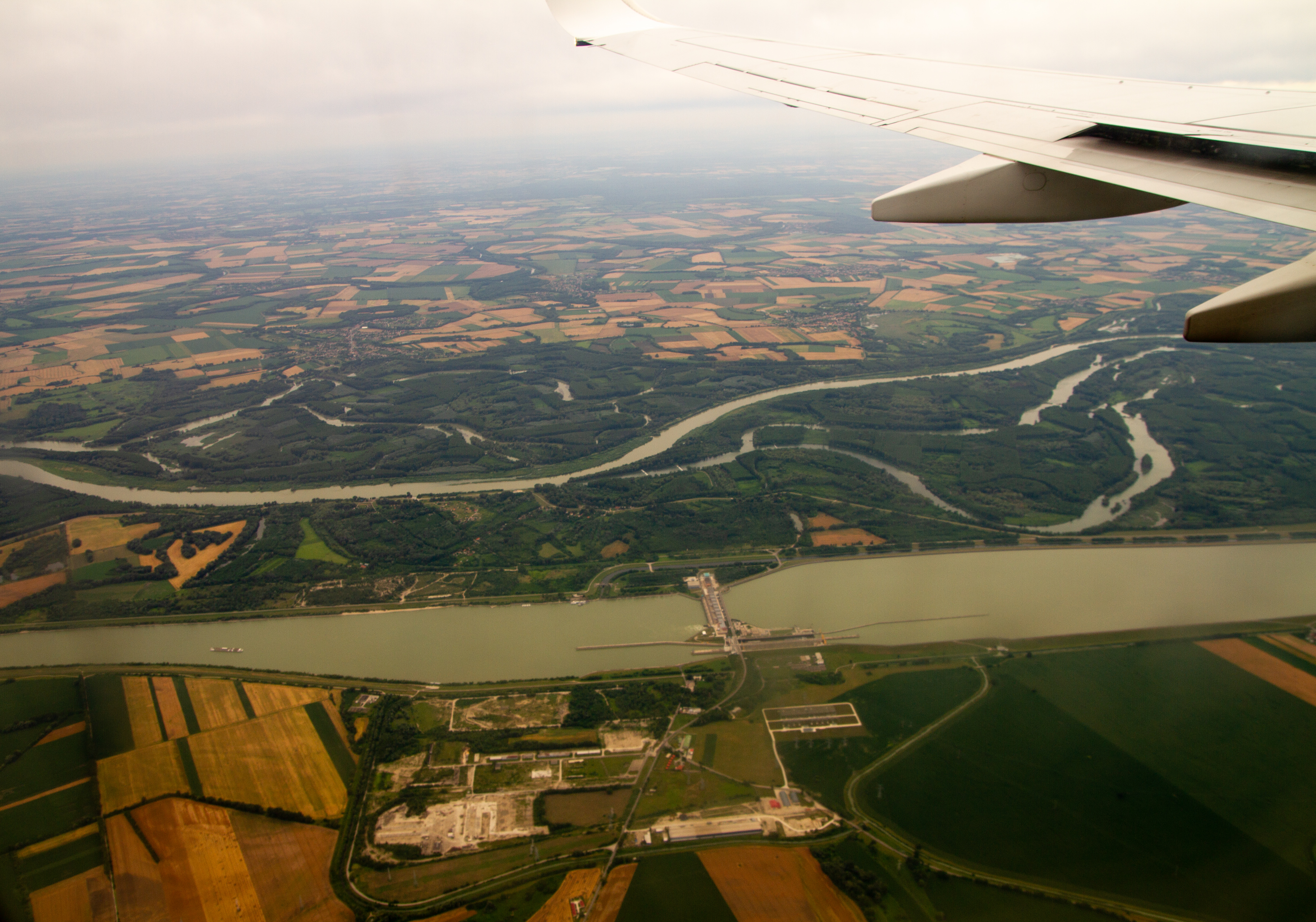
ガブチコボダムの空撮。奥の細い川は両国の国境をなす旧ドナウ川。

ガブチコボ・ナジュマロシュ計画事件（ガブチコボ・ナジュマロシュじけん、英語:Case concerning the Gabčíkovo-Nagymaros Project、フランス語:Affaire relative au projet Gabčíkovo-Nagymaros）は、チェコ・スロバキアとハンガリーが合意したドナウ川におけるダム等建設計画をめぐり、チェコ・スロバキアの地位を継承したスロバキアとハンガリーとの間で争われている国際紛争である。1993年4月7日に両国は国際司法裁判所(以下ICJと略)に付託することで合意し、1997年9月25日にICJは両国の活動の違法性を認定し両国に交渉を命ずる判決を下したが、両国は合意に至ることができず2008年9月3日にスロバキアが追加判決の申請を行った。2017年7月21日になってICJはスロバキアから追加判決申請を取り下げる通告を受けた旨を発表したが、
2017年8月11日現在も本件裁判は係属中とされている。

## 経緯

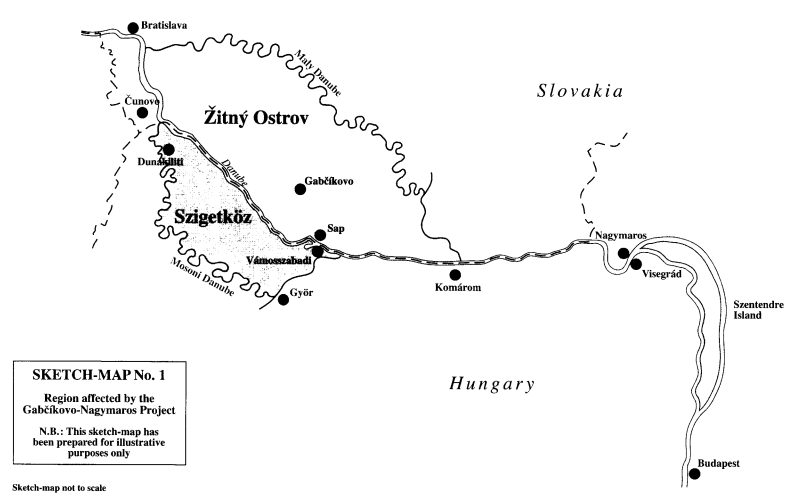
ダム建設計画により影響を受ける地域としてICJが作成したドナウ川流域の地図。I.C.J. Reports 1997, p.7より。

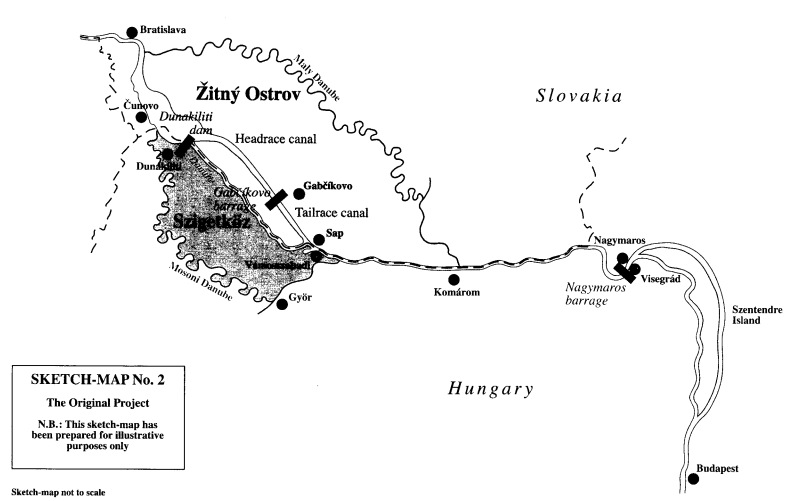
1977年のチェコ・スロバキアとハンガリー間の条約による、紛争発生前の当初のダム計画。ダムの位置が黒の四角で示されている。I.C.J. Reports 1997, p.7より。

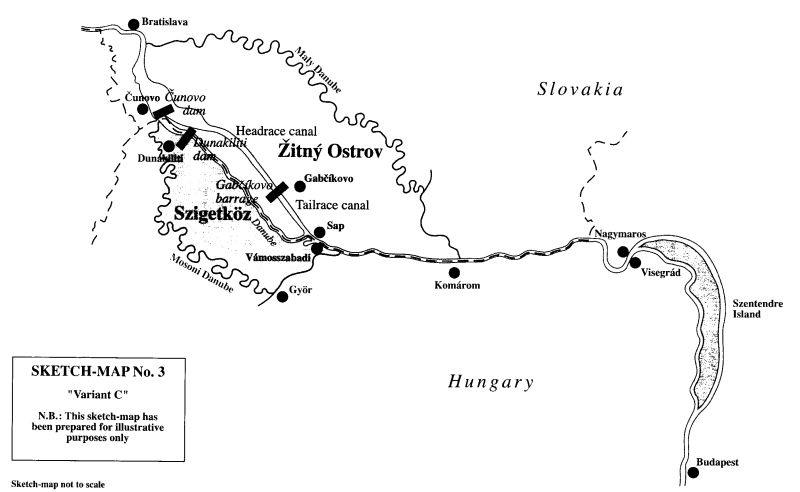
「ヴァリアントC」計画によって建設されたダムの位置。I.C.J. Reports 1997, p.7より。

1977年9月16日、チェコ・スロバキアとハンガリーは、ドナウ川流域の上流にあるチェコ・スロバキア領域(後のスロバキア領)内のガブチコボと下流にあるハンガリー領域内のナジュマロシュに、ダム、発電所、航行施設を建設することを「単一かつ不可分の」計画であることを約す条約に署名した。1989年2月6日には計画の促進を定めた議定書に両国は署名し、このころまでにはチェコ・スロバキア側の工事はドナウ川の分流が行われれば発電が可能な段階にまで進んでいた。しかしハンガリーは、この計画を実施することが環境に及ぼす影響を理由に1989年5月以降作業を中断し、チェコ・スロバキアに対して計画の放棄とガブチコボでの作業停止の要請を行った。しかしすでにガブチコボでの発電所を完成させていたチェコ・スロバキアは、計画について合意した1977年の条約内容を一方的に変更し、「暫定的解決策」として自国領域内のみでドナウ川を分流し人工運河ダム貯水湖を建設する「ヴァリアントC」と言われる計画によって対応することをハンガリーに通告し、1991年7月に「ヴァリアントC」計画を実行に移した。ハンガリーはこの「ヴァリアントC」計画に異議を唱え、1992年5月19日に条約の履行不能、事情の変更、重大な条約違反を理由として、ダム建設などを合意した1977年の条約を終了する通告を行った。
1992年10月には「ヴァリアントC」計画の工事はほぼ完成し人工運河への放水と発電が開始され、一時はドナウ川の水量の8～9割がスロバキア側へ流れることとなった。その結果ハンガリー側の本流沿いにある湿地が干上がりハンガリー側が損害を被ることとなった。その後チェコ・スロバキアは水量を調整しこうした状況は改善されたが、ハンガリーはこの流量の変化が地下水系や水質に影響を及ぼしたと主張した。一方でチェコ・スロバキアは、ハンガリーによる1977年の条約履行拒否や終了宣言によって経済的な損失を被ったと主張した。1993年1月1日にスロバキアは分離独立し、同年4月7日ハンガリーとスロバキアはこの問題をICJに付託することを定めた特別合意に署名し、1997年9月25日に以下の判決が下された。

## 裁判

### 両国の主張
ハンガリーの主張
- 1989年5月以降のハンガリーによる工事の中断・放棄は、国際法上の緊急状態として違法性が阻却される[7]。ハンガリーの活動は条約法によってのみ評価されるべきではなく、条約法条約はその第4条により1977年の条約には適用されない[7]。
- 1991年7月のチェコ・スロバキアによる「ヴァリアントC」の実施は1977年の条約に対する重大な違反であり、均衡性を欠いたものであるから対抗措置として認められない[8]。
- 1977年の条約を終了する1992年5月19日のハンガリーの通告の正当性の根拠は、緊急状態、1977年の条約の後発的履行不能、事情の根本的変化、チェコ・スロバキアによる1977年の条約の重大な違反、国際環境法の新たな発展である[9]。

 スロバキアの主張
- 条約義務の履行停止や終了の根拠は条約法に求められるべきであり、1980年発効の条約法条約は両国の1977年の条約に適用されないが、この条約法条約の内容は既存の慣習国際法の規則を反映したものである[7]。このような条約法において、緊急状態は運用停止を正当化する事由として認められていない[7]。
- チェコ・スロバキアによる活動は合法なものであったが、たとえそうではなかったとしても「ヴァリアントC」はハンガリーの違法行為に対する対抗措置として正当化される[10]。

### 1997年9月25日本案判決
- ハンガリーの工事停止について

1977年の条約が両国の作業分担を「単一かつ不可分の」計画として定めていたことに鑑み、ハンガリーによる自国分担部分の作業停止・放棄は1977年の条約を停止する効果を持つ行為であった。ハンガリーがこの行為を正当化するために援用した緊急状態が当時存在していたかについて、国際法委員会が作成した国家責任条文案第25条によると、緊急状態とは「不可欠の利益」に起因していること、「重大かつ急迫した危険」によってそのような利益が脅かされていること、緊急状態として正当化される違法行為がそうした利益を保護するための「唯一の手段」であること、正当化される違法行為が相手国の「不可欠の利益を侵害する」ものではないこと、そして緊急状態として違法行為を正当化する国自身が「緊急状態の発生に寄与」していないこと、という5つの要件を満たす必要がある。1977年条約の計画によって影響を受けるハンガリー領域内の自然環境に対するハンガリーの懸念は上記の意味においてハンガリーの「不可欠の利益」に該当する。しかしそのことだけでは「危険」が存在していることにはならず、「危険」がありうるという単なる懸念だけではその「危険」が「重大かつ急迫」したものであることにはならない。ハンガリーがとった措置が「唯一の手段」であったことも証明されていない。またハンガリーは、自らの作為・不作為より、緊急状態を援用できない。「不可欠の利益」であること以外の要件が満たされていないため、ハンガリーは1977年条約がハンガリーに分担させている作業の一部を1989年に中断し、その後放棄する権利を持たなかった。
- 「ヴァリアントC」について

「ヴァリアントC」計画の実施は、分流が行われた時点から違法であった。この違法な「ヴァリアントC」の実施がハンガリーの違法行為に対する対抗措置として正当化されるためには、相手国に違法行為が存在すること、相手国に対して違法行為の停止や救済の要請がなされていること、対抗措置として行われた行為が相手国による違法行為との間に「均衡性」がとれたものであること、という要件を満たす必要がある。チェコ・スロバキアはハンガリーに対して何度も1977年の条約上の義務を果たすよう要請していたが、チェコ・スロバキアはドナウ川の資源を一方的に管理することでドナウ川の天然資源のハンガリーに対する衡平な配分を奪い、これはハンガリーの違法行為に対して均衡性がとれた措置ではなかった。以上のことからチェコ・スロバキアによる「ヴァリアントC」計画によるドナウ川転流の措置は合法的な対抗措置ではなかった。
- 1992年5月19日のハンガリーによる1977年条約終了の通告について

ハンガリーは1977年の条約を終了する通告を正当化する理由として、緊急状態、1977年の条約の後発的履行不能、事情の根本的変化、チェコ・スロバキアによる1977年の条約の重大な違反、国際環境法の新たな発展をあげた。緊急状態についてはたとえ緊急状態が存在していたとしても国家責任の免除のために援用されるにしかすぎず、条約の終了原因とはなりえない。1977年の条約の後発的履行不能(条約法条約第61条)については、1977年の条約が再調整を行うための手続きを用意していたことや、不履行が自国の違反行為により発生した場合には条約終了の根拠とはできないとされていることから、援用できない。事情の根本的変化(条約法条約第62条)について、1977年条約は事情の変化に対応することができるよう意図された条項を含んでいたことから援用できない。チェコ・スロバキアによる1977年の条約の重大な違反(条約法条約第60条)について、チェコ・スロバキアは「ヴァリアントC」計画によるドナウ川転流を1992年10月に開始した段階で初めて1977年条約に違反しており、そのためハンガリーの条約終了通告が行われた1992年5月19日においては分流を開始する前の工事の段階であるため、その段階ではいまだ違法行為は発生しておらず、1992年5月19日の段階では1977年の条約の終了通告は時期尚早でありこの時点でのハンガリーの条約終了通告は正当化されない。国際環境法の新たな発展は1977年の条約に従い両国が合意により取り入れることが可能な論点であり、正当な条約終了の原因とは認められない。
- 1977年条約の有効性と交渉

1977年の条約はいまだ有効であり、両国はこの条約の目的のために誠実に交渉しなければならない。この計画が環境に与える影響は重大な問題であることは明らかであり、環境保護においては損害を回復することが不可能であるために予防が求められる。両国は発電所の稼働が環境に与える影響を真剣に考えるべきである。

### 追加判決の申請
上記のように1997年9月25日本案判決において両国に交渉を命じる判決が下されたが、ICJに本件を付託することを定めた特別合意協定第5条第3項に「当事国が6か月以内に合意に達しえない場合、いずれかの当事国は、判決を実施する態様を決定する追加判決を下すよう裁判所に要請することができる」と定められていた。そして両国は合意に至ることができず、1998年9月3日にスロバキアが追加判決の申請を行ったが、2017年7月21日にICJはスロバキアから追加判決の申請取り下げの通告を受けた旨を発表した。しかし2017年8月11日現在もICJは本件を係属中(英語:pending、フランス語:pendantes)であるとしている。

## 裁判資料
- (1993年4月7日特別合意協定) Special Agreement between the Republic of Hungary and the Slovak Republic for Submission to the International Court of Justice of the Differences between them concerning the Gabčíkovo-Nagymaros Project. International Court of Justice.
- (1997年9月25日本案判決)“Gabčíkovo-Nagymaros Project (Hungary/Slovakia), Judgment”. I.C.J. Reports 1997:  p.7.